# Ріфреддо
Ріфреддо (італ. Rifreddo, п'єм. Rifrèid) — муніципалітет в Італії, у регіоні П'ємонт,  провінція Кунео.
Ріфреддо розташоване на відстані близько 520 км на північний захід від Рима, 55 км на південний захід від Турина, 34 км на північний захід від Кунео.
Населення — 1093 особи (2014).
Щорічний фестиваль відбувається 21 липня. Покровитель — San Luigi.

## Демографія
Населення за роками:

Станом на 1 січня 2023 року в муніципалітеті офіційно проживало 67 іноземців з 14 країн, серед них 8 громадян країн Євросоюзу.

## Сусідні муніципалітети
- Енв'є
- Гамбаска
- Ревелло
- Санфронт